# Chorebus iphias
Chorebus iphias är en stekelart som först beskrevs av Nixon 1943.  Chorebus iphias ingår i släktet Chorebus och familjen bracksteklar. Inga underarter finns listade i Catalogue of Life.